# Bracon hector
Bracon hector är en stekelart som först beskrevs av Charles Thomas Brues 1926.  Bracon hector ingår i släktet Bracon och familjen bracksteklar. Inga underarter finns listade.